# Budapester Straße (Oostenrijk)
De Budapester Straße B10 is een Bundesstraße in de Oostenrijkse deelstaten Neder-Oostenrijk en Burgenland. De weg verbindt Wenen via Schwechat, Bruck an der Leitha en Parndorf met Nickelsdorf. De weg is 68,7 km lang.

## Geschiedenis
Tot 1947 verliep de route tussen Wenen en Boedapest via Hainburg an der Donau over de B9. Omdat deze route door Bruck an der Leitha liep werd deze tot 1947 ook wel de Brucker Straße genoemd.
Het deel tussen Wenen en Bruck was een Oostenrijkse Reichsstraße, die oorspronkelijk door de stad Bruck werd gebouwd en in 1838 door de staat werd overgenomen. In 1834 waren er tolstations in Bruck, Wilfleinsdorf en Schwadorf, die de staatskas ongeveer 35.000 Gulden opbrachten.
Het Hongaarse gedeelte van de weg tussen Bruck en Parndorf werd in 1854 als Landesstraße ingeschaald, die door inspanningen van aanwonenden in stand gehouden moest worden.

## Routebeschrijving
Wenen
De B10 begint in het district Simmering van de stad Wenen op en kruising met de B14 en de B225. De weg loopt in zuidoostelijke richting naar de deelstaatgrens met Neder-Oostenrijk.
Neder-Oostenrijk
De B10 loopt door Schwechat waar de B11 aansluit en kent op een rotonde bij de aansluiting afrit Schwechat-Ost zowel de S1 als de B9, Schwadorf, kruist de B6 en Bruck an der Leitha waar de B211 aansluit en iets verder naar het oosten volgt de deelstaatgrens met Burgenland.
Burgenland
De B10 loopt verder door Bruckneudorf, kruist bij afrit Parndorf de A4 en komt in Parndof waar op een kruising de B50 aansluit, waarmee een samenloop is door Neudorf bei Parndorf tot in Gattendorf waar de B50 weer afsplitst. De B10 loopt verder naar het oost en komt nog door Zurndorf en Nickelsdorf en kruist bij afrit Nickelsdorf de A4 waarna ze eindigt op de grens met Hongarije waar ze overgaat in de F1 richting Hegyeshalom.

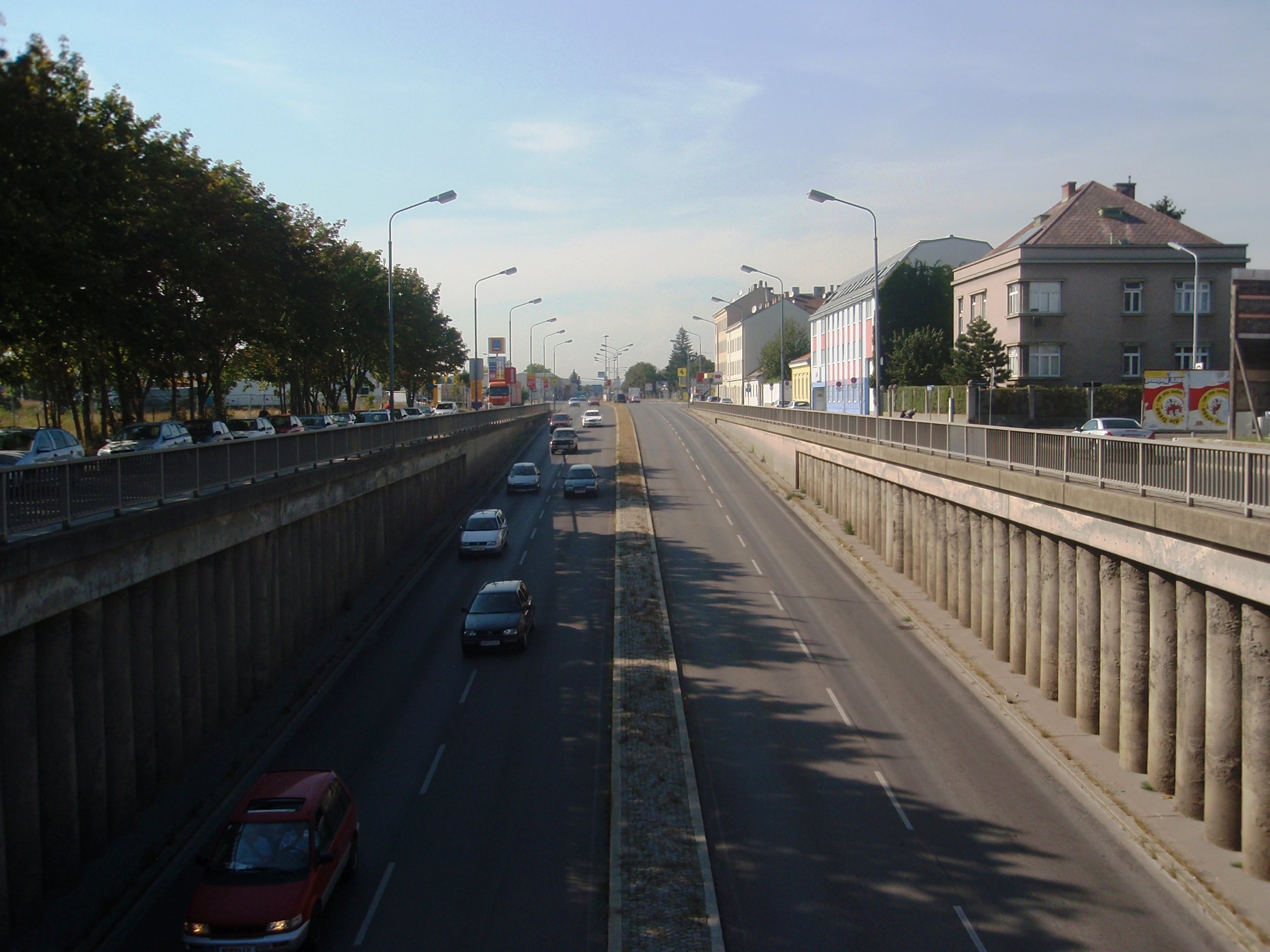
B10 op de gemeentegrens Tusnen/Schwechat
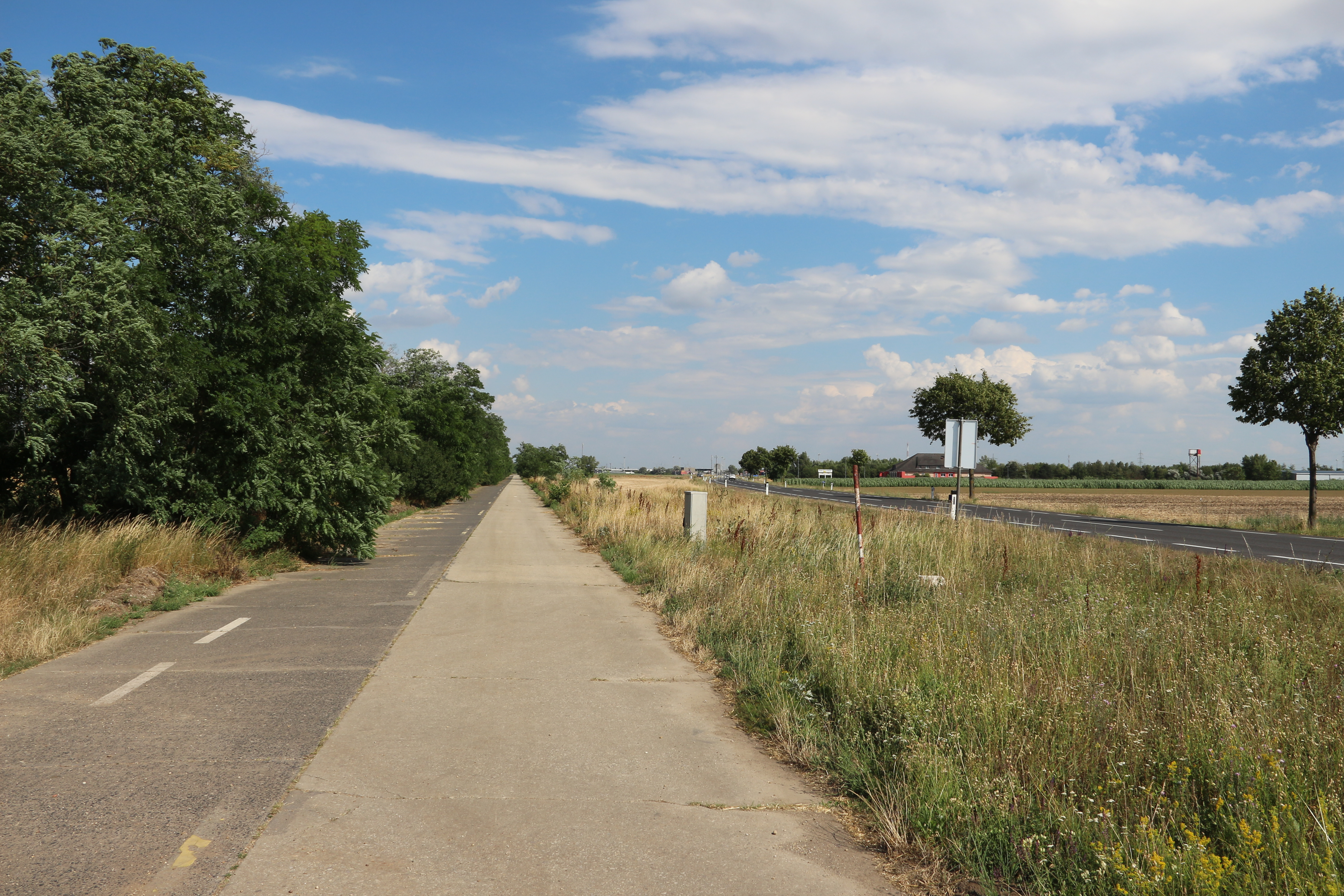
Oude en nieuwe B10 bij de grens met Hongarije in Nickelsdorf

B1 · 
B2 · 
B3 · 
B4 · 
B5 · 
B6 · 
B7 · 
B8 · 
B9 · 
B10 · 
B11 · 
B12 · 
B13 · 
B14 · 
B15 · 
B16 · 
B17 · 
B18 · 
B19 · 
B20 ·  
B21 · 
B22 · 
B23 · 
B24 · 
B25 · 
B26 · 
B27 · 
B28 · 
B29 · 
B30 · 
B31 · 
B32 · 
B33 · 
B34 · 
B35 · 
B36 · 
B37 · 
B38 · 
B39 · 
B40 · 
B41 · 
B42 · 
B43 · 
B44 · 
B45 · 
B46 · 
B47 · 
B48 · 
B49 · 
B50 · 
B51 · 
B52 · 
B53 · 
B54 · 
B55 · 
B56 · 
B57 · 
B58 · 
B59 · 
B60 · 
B61 · 
B62 · 
B63 · 
B64 · 
B65 · 
B66 · 
B67 · 
B68 · 
B69 · 
B70 · 
B71 · 
B72 · 
B73 · 
B74 · 
B75 · 
B76 · 
B77 · 
B78 · 
B79 · 
B80 · 
B81 · 
B82 · 
B83 · 
B84 · 
B85 · 
B86 · 
B87 · 
B88 · 
B89 · 
B90 · 
B91 · 
B92 · 
B93 · 
B94 · 
B95 · 
B96 · 
B97 · 
B98 · 
B99 · 
B100 · 
B105 · 
B106 · 
B107 · 
B108 · 
B109 · 
B110 · 
B111 · 
B113 · 
B114 · 
B115 · 
B116 · 
B117 · 
B119 · 
B120 · 
B121 · 
B122 · 
B123 · 
B124 · 
B125 · 
B126 · 
B127 · 
B129 · 
B130 · 
B131 · 
B132 · 
B133 · 
B134 · 
B135 · 
B136 · 
B137 · 
B138 · 
B139 · 
B140 · 
B141 · 
B142 · 
B143 · 
B144 · 
B145 · 
B146 · 
B147 · 
B148 · 
B149 · 
B150 · 
B151 · 
B152 · 
B153 · 
B154 · 
B155 · 
B156 · 
B158 · 
B159 · 
B160 · 
B161 · 
B162 · 
B163 · 
B164 · 
B165 · 
B166 · 
B167 · 
B168 · 
B169 · 
B170 · 
B171 · 
B172 · 
B173 · 
B174 · 
B175 · 
B176 · 
B177 · 
B178 · 
B179 · 
B180 · 
B181 · 
B182 · 
B183 · 
B184 · 
B185 · 
B186 · 
B187 · 
B188 · 
B189 · 
B190 · 
B191 · 
B192 · 
B193 · 
B197 · 
B198 · 
B199 · 
B200 · 
B201 · 
B202 · 
B203 · 
B204 · 
B205 · 
B209 · 
B210 · 
B211 · 
B212 · 
B213 · 
B214 · 
B215 · 
B216 · 
B217 · 
B218 · 
B219 · 
B220 · 
B221 · 
B222 · 
B223 · 
B224 · 
B225 · 
B226 · 
B227 · 
B228 · 
B229 · 
B230 · 
B303 · 
B305 · 
B309 · 
B310 · 
B311 · 
B316 · 
B317 · 
B319 · 
B320